# Agrypon wushanense
Agrypon wushanense là một loài tò vò trong họ Ichneumonidae.